# Desmond Llewelyn
Desmond Wilkinson Llewelyn (Newport, 12 settembre 1914 – Firle, 19 dicembre 1999) è stato un attore gallese, famoso per aver interpretato il personaggio di Q nella serie dei film di James Bond. Q, che letteralmente sta per Quartermaster, è il capo del laboratorio attrezzature del MI6 conosciuto anche come Sezione Q.

## Biografia
Llewelyn nacque a Newport, Monmouthshire nel 1914, figlio di un ingegnere in una miniera di carbone, Ivor Llewelyn, e di Mia Wilkinson. Originariamente voleva diventare un sacerdote, tuttavia durante la sua istruzione al Radley College lavorò come macchinista nelle produzioni della scuola e poi prese parte a piccoli ruoli sporadici.
Lo scoppio della seconda guerra mondiale nel settembre 1939 interruppe la sua carriera di attore: Llewelyn fu incaricato come secondo tenente nell'esercito britannico al servizio dei Royal Welch Fusiliers. Nel 1940 fu catturato dall'esercito tedesco in Francia e fu tenuto come prigioniero di guerra per cinque anni. Durante questo periodo apparve in un numero di produzioni teatrali, prendendo anche parte a tentativi di fuga.

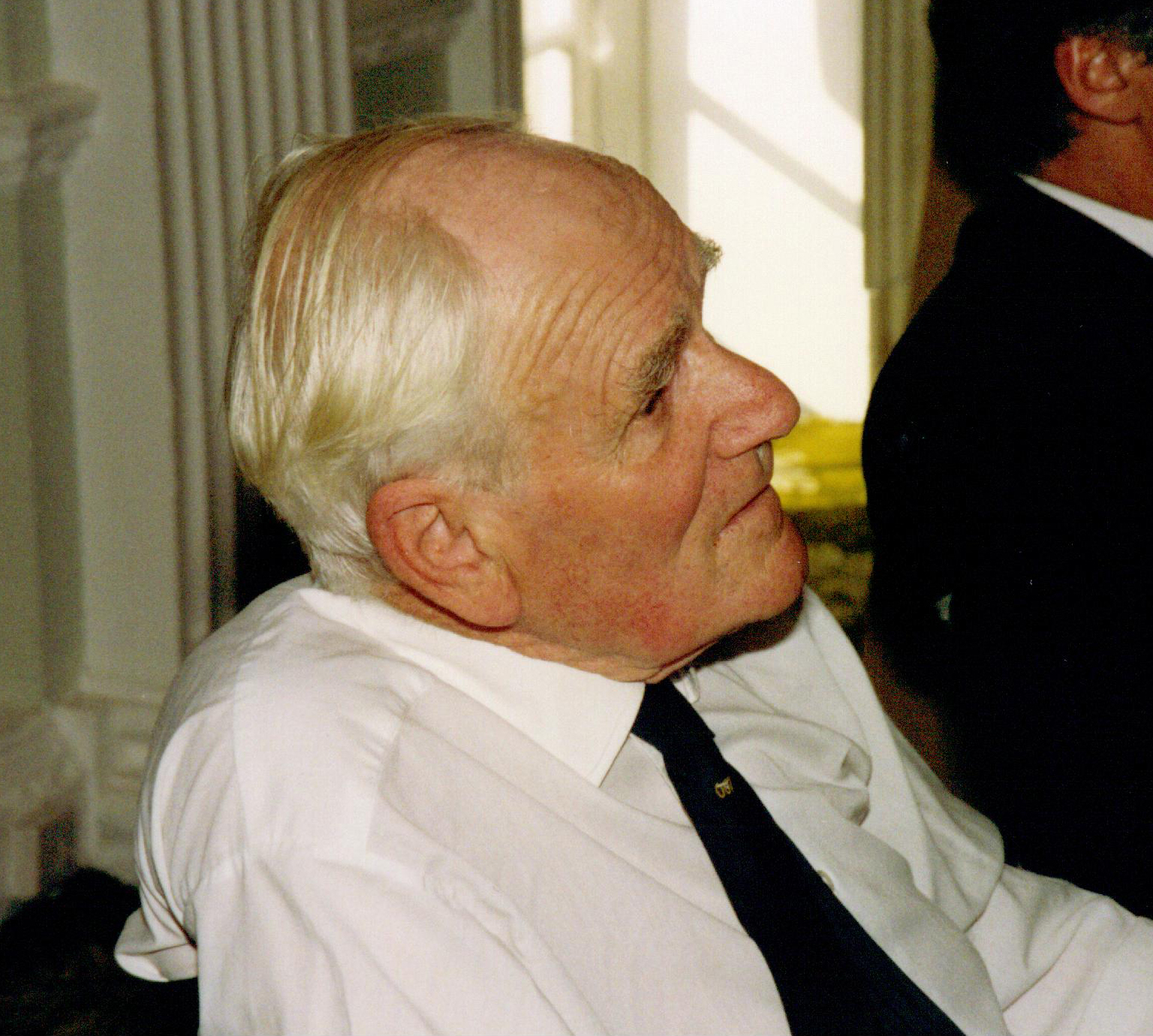
Desmond Llewelyn nel 1992

A partire dal film A 007, dalla Russia con amore (1963), Llewelyn apparve nei panni di Q in ogni film di Bond, ad eccezione di Agente 007 - Vivi e lascia morire (1973) dove comunque viene citato, fino a Il mondo non basta (1999). Fu originariamente scelto per la parte a seguito del ruolo da lui precedentemente interpretato col regista Terence Young nel film di guerra They Were Not Divided (1950). Nel film La morte può attendere (2002), John Cleese che interpretava il personaggio R, l'assistente di Q in Il mondo non basta, è stato promosso a capo della sezione Q, prendendo così il titolo di Q. 
Llewelyn comparve anche in altri film come ad esempio la produzione della PBS Dottor Jekyll and Mister Hyde (1981) e fece anche una piccola apparizione nel celebre musical Chitty Chitty Bang Bang (1968) e nella commedia L'incredibile avventura di Mr. Holland (1951). Recitò sul palco e nella serie della televisione britannica Follyfoot: il suo impegno nella serie fu la ragione della sua assenza in Vivi e lascia morire. Llewelyn è l'attore che ha partecipato a più film della serie di 007, con ben 17 apparizioni in altrettanti film.
Contrariamente al suo personaggio di esperto di gadget nei film di Bond, Llewelyn affermò sempre di sentirsi totalmente smarrito di fronte alla tecnologia.
Llewelyn morì in un incidente stradale il 19 dicembre 1999, all'età di 85 anni, mentre ritornava a casa dopo aver autografato delle copie per la promozione della sua autobiografia nell'East Sussex. Era alla guida della sua auto sulla A 27, una Renault Mégane blu, quando in fase di sorpasso si scontrò frontalmente con una Fiat Bravo che viaggiava in senso opposto, e morì poco dopo mentre l'altro conducente rimase gravemente ferito. Roger Moore lo commemorò al suo funerale, tenutosi nella Chiesa di Battle.
L'ultimo film Bond di Llewelyn, Il mondo non basta, uscì solo poche settimane prima della sua morte. Nella sua ultima scena nel film, lo si vede scendere nel suolo accanto ad una automobile. Sebbene il film avesse accennato al ritiro di Q, pur non affermando che fosse imminente, e avesse introdotto il personaggio di John Cleese come futuro successore, Llewelyn disse che fino alla sua morte non aveva intenzione di ritirarsi e che avrebbe continuato ad interpretare Q «fino a che i produttori mi vogliono e l'Onnipotente no».

## Filmografia parziale

### Cinema
- Ask a Policeman, regia di Marcel Varnel (1939)
- Amleto (Hamlet), regia di Laurence Olivier (1948)
- They Were Not Divided, regia di Terence Young (1950)
- I cavalieri della tavola rotonda (Knights of the Round Table), regia di Richard Thorpe (1953)
- Titanic, latitudine 41 nord (A Night to Remember), regia di Roy Ward Baker (1958)
- Gli arcieri di Sherwood (Sword of Sherwood Forest), regia di Terence Fisher (1960)
- Gorgo, regia di Eugène Lourié (1961)
- L'implacabile condanna (The Curse of the Werewolf), regia di Terence Fisher (1961)
- Silent Playground, regia di Stanley Goulder (1963)
- A 007, dalla Russia con amore (From Russia with Love), regia di Terence Young (1963)
- Agente 007 - Missione Goldfinger (Goldfinger), regia di Guy Hamilton (1964)
- Agente 007 - Thunderball: Operazione tuono (Thunderball), regia di Terence Young (1965)
- Agente 007 - Si vive solo due volte (You Only Live Twice), regia di Lewis Gilbert (1967)
- Citty Citty Bang Bang, regia di Ken Hughes (1968)
- Agente 007 - Al servizio segreto di Sua Maestà (On Her Majesty's Secret Service), regia di Peter R. Hunt (1969)
- Agente 007 - Una cascata di diamanti (Diamonds Are Forever), regia di Guy Hamilton (1971)
- Agente 007 - L'uomo dalla pistola d'oro (The Man with the Golden Gun), regia di Guy Hamilton (1974)
- La spia che mi amava (The Spy Who Loved Me), regia di Lewis Gilbert (1977)
- Moonraker - Operazione spazio (Moonraker), regia di Lewis Gilbert (1979)
- The Golden Lady, regia di José Ramón Larraz (1979)
- Solo per i tuoi occhi (For Your Eyes Only), regia di John Glen (1981)
- Octopussy - Operazione piovra (Octopussy), regia di John Glen (1983)
- 007 - Bersaglio mobile (A View to a Kill), regia di John Glen (1985)
- 007 - Zona pericolo (The Living Daylights), regia di John Glen (1987)
- Prigioniero a Rio (Prisoner of Rio), regia di Lech Majewski (1988)
- 007 - Vendetta privata (Licence to Kill), regia di John Glen (1989)
- Merlin, regia di Paul Hunt (1993)
- GoldenEye, regia di Martin Campbell (1995)
- Il domani non muore mai (Tomorrow Never Dies), regia di Roger Spottiswoode (1997)
- Il mondo non basta (The World Is Not Enough), regia di Michael Apted (1999)

### Televisione
- Robin Hood (The Adventures of Robin Hood) – serie TV, episodio 3x37 (1958)

## Doppiatori italiani
Nelle versioni in italiano delle opere in cui ha recitato, Desmond Llewelyn è stato doppiato da:
- Bruno Persa in Agente 007 - Missione Goldfinger, Agente 007 - Si vive solo due volte, Agente 007 - Una cascata di diamanti
- Dante Biagioni in GoldenEye, Il domani non muore mai, Il mondo non basta
- Gino Baghetti in Agente 007 - Thunderball (Operazione tuono), Agente 007 - Al servizio segreto di Sua Maestà
- Giorgio Piazza in Agente 007 - L'uomo dalla pistola d'oro, La spia che mi amava
- Mario Milita in Moonraker - Operazione spazio, 007 - Bersaglio mobile
- Manlio Busoni in A 007, dalla Russia con amore
- Ferruccio Amendola in Citty Citty Bang Bang
- Renato Mori in Solo per i tuoi occhi
- Giuseppe Fortis in Octopussy - Operazione piovra
- Andrea Costa in 007 - Zona pericolo
- Sergio Tedesco in 007 - Vendetta privata